# HAARP
HAARP (ang. High Frequency Active Auroral Research Program) – program wojskowych badań naukowych prowadzonych wspólnie przez US Air Force, US Navy i DARPA oraz budowany przez BAE Systems. Celem projektu jest, według słów jego twórców:
„Zrozumienie, symulowanie i kontrola procesów zachodzących w jonosferze, które mogą mieć wpływ na działanie systemów komunikacji i nadzoru elektronicznego”.

## Opis projektu

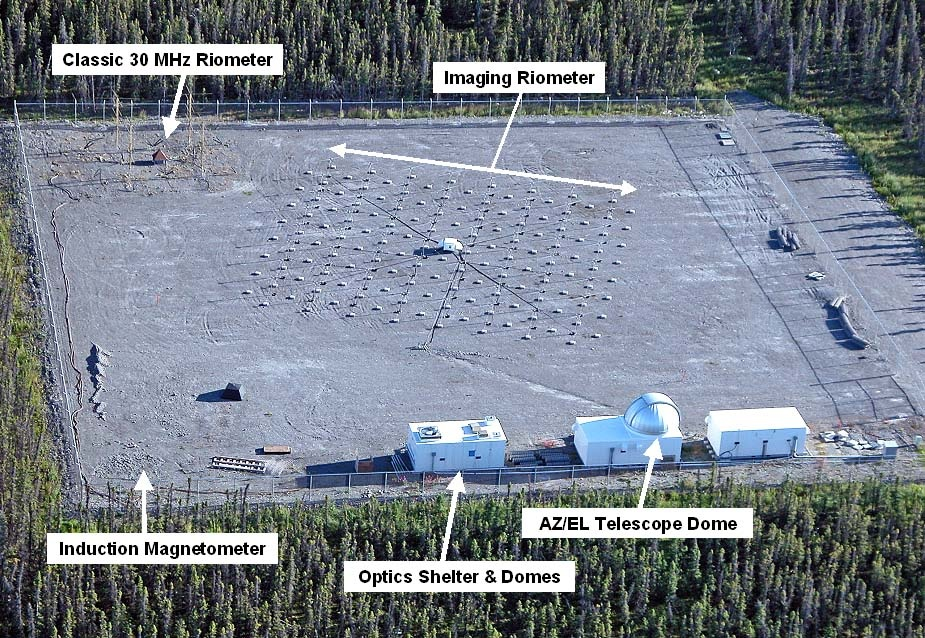
Urządzenia badawcze projektu HAARP

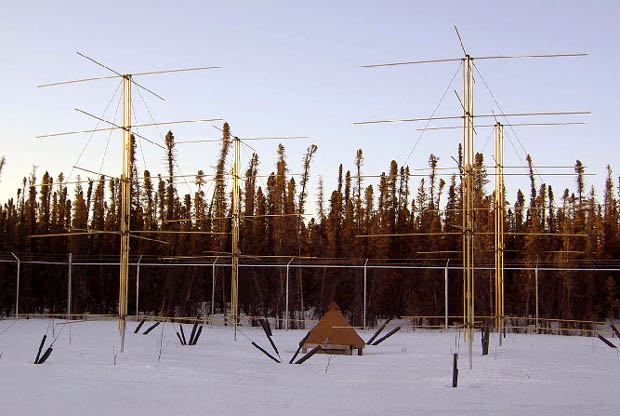
Anteny badawcze projektu HAARP pracujące z częstotliwością 30 MHz

W ramach projektu bada się wpływ działania rozmaitych urządzeń elektronicznych na dynamiczne procesy zachodzące w jonosferze. Używany jest duży zestaw różnych urządzeń diagnostycznych i nadawczych, przy pomocy których można symulować oddziaływanie różnych źródeł promieniowania na jonosferę. Przedsięwzięcie jest popularnym tematem rozmaitych teorii, mimo że znaczna część prowadzonych badań jest całkowicie jawna i prowadzona przez cywilny, interdyscyplinarny zespół specjalistów publikujący rezultaty badań w ogólnodostępnych czasopismach naukowych.
Główne centrum badawcze HAARP znajduje się niedaleko miejscowości Gakona na Alasce. Pierwotnie miejsce to miało być przeznaczone na radar pozahoryzontalny, który nigdy nie został ukończony. Lokalizacja została przekształcona na obiekt naukowy, aby uniknąć konieczności przeprowadzania nowego badania wpływu na środowisko. 
Budowa stacji rozpoczęła się w 1993. Pierwszy obiekt funkcjonalny został ukończony zimą 1994.
Zestaw nadawczy składa się z 180 elementów antenowych (ustawionych w układzie prostokątnym w 12 rzędach po 15 kolumn) o mocy netto emitowanego promieniowania 3,6 MW i efektywnej mocy ERP około 575 MW. Częstotliwość nadawania jest wybierana w zakresie od 2,7 do 10 MHz.
W 2005 naukowcy pracujący w HAARP opublikowali informację o wytworzeniu sztucznej zorzy polarnej za pomocą silnych, zogniskowanych fal radiowych wysokiej częstotliwości.
11 sierpnia 2015 eksploatacja ośrodka badawczego została przeniesiona z Sił Powietrznych Stanów Zjednoczonych na Uniwersytet Alaski w Fairbanks.

## Podobne instalacje
Istnieją także podobne instalacje do HAARP (bada się tam różne zjawiska związane z użyciem fal elektromagnetycznych i ich wpływem na atmosferę ziemską), np.:
- Sura – Instytut Badawczy Radio-Fizyczny (Niżny Nowogród, Rosja). Bada m.in. zjawisko obłoków srebrzystych.
- EISCAT (Szwecja).
- ARECIBO (Portoryko).
- EISCAT (Norwegia)
- broń elektromagnetyczna, która potrafi skumulować energię elektromagnetyczną w niewielkim obszarze, znane wyłączenie prądu w Nowym Jorku było następstwem testów tej broni (oparta na pracach dotyczących bezprzewodowego przesyłu energii Nikoli Tesli).
- broń geofizyczna, która może powodować: trzęsienia ziemi, cyklony, tsunami itp.
- urządzenie potrafiące sterować nastrojem ludzi (tzn. zmiana nastrojów, wywołanie zdenerwowania).
- urządzenie mające wyżej wymienione cechy oraz dodatkowo posiadające możliwość: zniszczenia wszystkich satelitów na orbicie i międzykontynentalnych pocisków balistycznych, podziemnej tomografii, łączności z okrętami podwodnymi, sprowadzania na wybrany dowolny cel fali promieniowania o sile 20 megaton.

Część tych teorii spiskowych budowanych jest przez analogię do systemu Echelon, który ostatecznie okazał się instalacją podsłuchową.